# Pannychella callicera
Pannychella callicera là một loài bọ cánh cứng trong họ Cerambycidae.